# Schloss Molsdorf

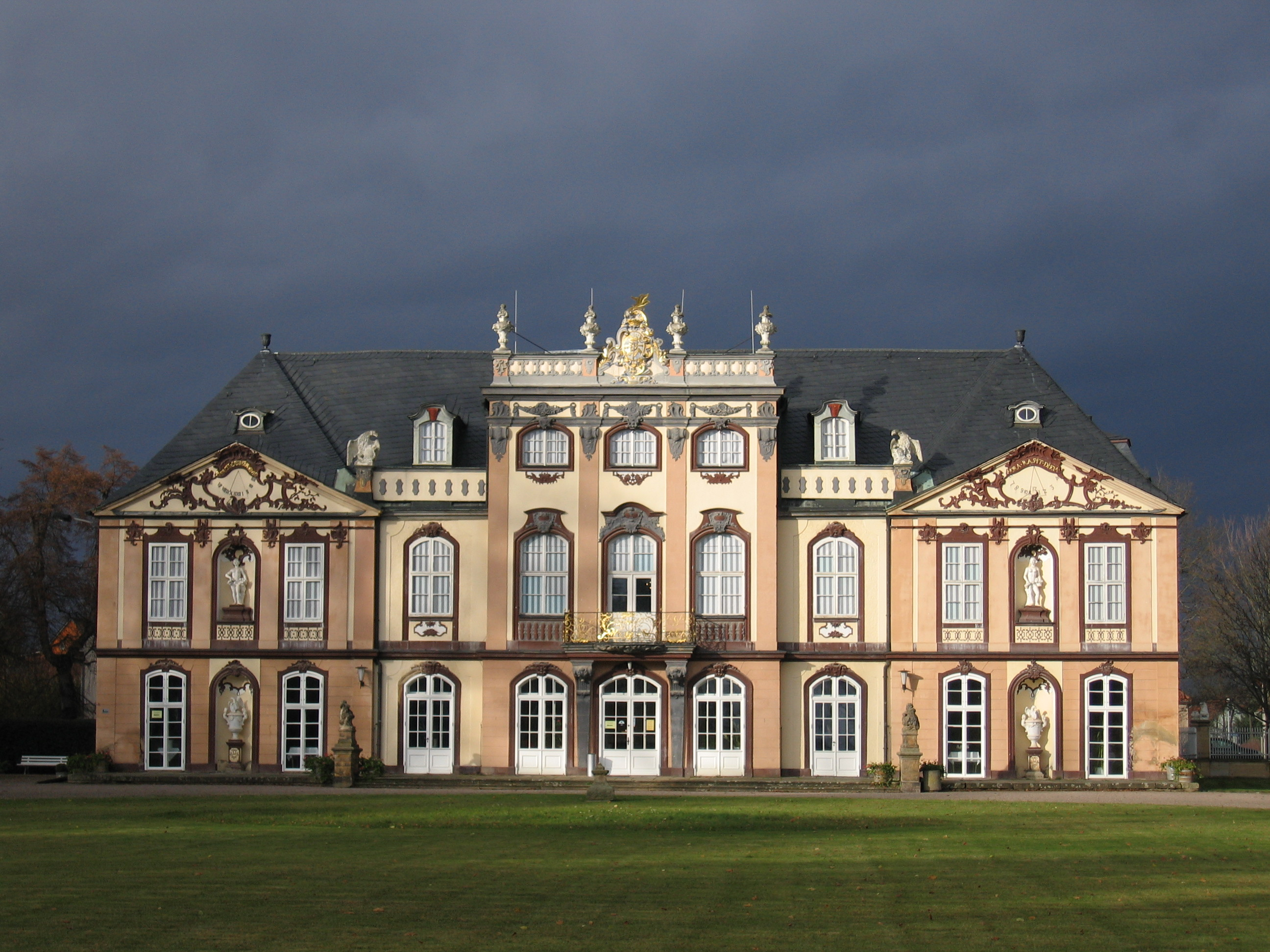
Südseite am Abend

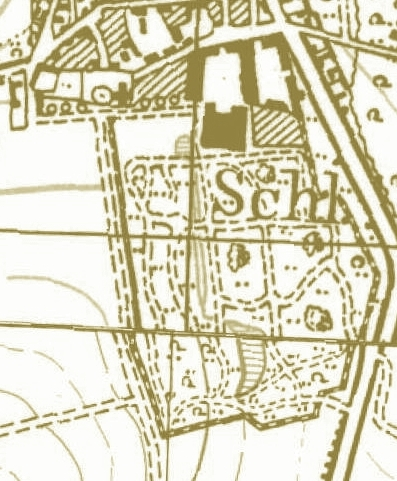
Lageplan

Schloss Molsdorf ist ein Barockschloss in Molsdorf, einem Ortsteil von Erfurt. Es liegt unweit des Autobahnkreuzes Erfurt, etwa 12 Kilometer südlich der Stadt und wird als eines der schönsten Barock-Schlösser Thüringens angesehen. Das Schloss gehört heute der Stiftung Thüringer Schlösser und Gärten. In einigen Räumen des Erdgeschosses befindet sich eine gastronomische Einrichtung. 

## Lage

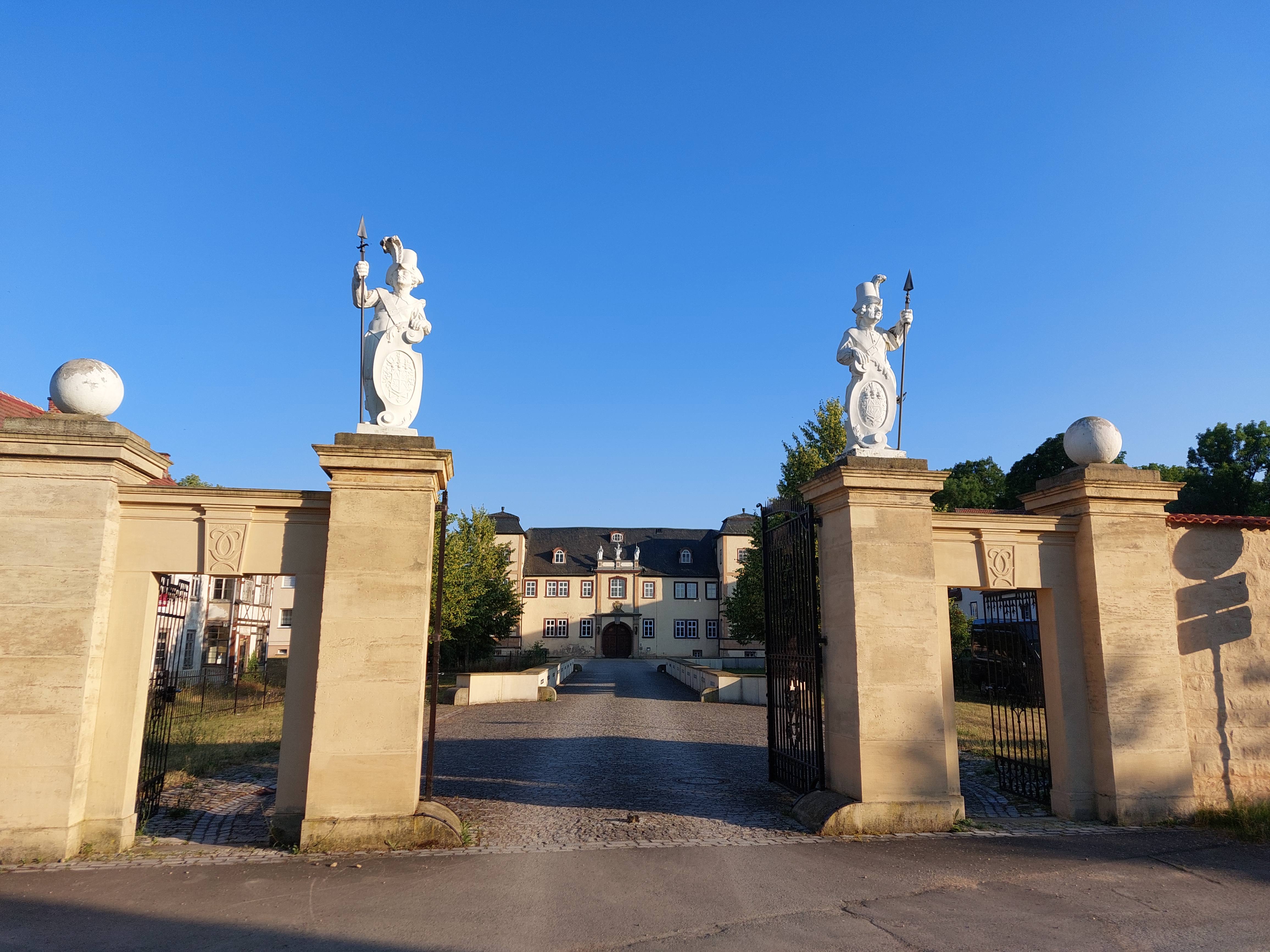
Nordseite mit Haupteingang

Das Schloss Molsdorf befindet sich im Süden des Ortes Molsdorf. Zum ursprünglichen Schlosskomplex zählen das Schloss im Zentrum der Anlage, die beiden als Wirtschaftsgebäude genutzten Vierseithöfe des Gutes – später LPG – im Nordosten, die Kirche im Nordwesten sowie der südlich angrenzende Park.

## Geschichte

### Wasserburg der Herren von Molsdorf, von Witzleben, von Thüna, von Schwarzburg u.a.
An der Stelle des heutigen Schlosses stand seit dem 16. Jahrhundert eine Wasserburg im Oberdorf links der Kirche. 1114 sind Herren von Molsdorf (Erminrich von Molsdorf) urkundlich genannt. Später besaßen die Herren von Witzleben und von Thüna die Wasserburg (Dietrich von Witzleben, 1432; Heinrich von Witzleben, 1450; Ernst von Witzleben, 1530). 1616 gelangten Ort und Burg vorübergehend in den Besitz derer von Schwarzburg-Sondershausen, damals noch Graf Günther von Schwarzburg-Arnstadt.
Die Burg wurde in ein Renaissanceschloss umgebaut, das im 18. Jahrhundert zu der heutigen Barockanlage gestaltet wurde. Anfang des 18. Jahrhunderts erwarb das Gut der Geheimratsdirektor Bachov, der es dem grosbritannischen und kurbraunschweigischen Legationsrath und Landdrost, Otto Christoph Schultz (auch Schulze), überließ.

### Erneuerung unter Graf Gotter

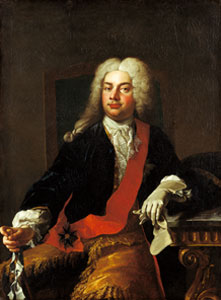
Graf Gustav Adolf von Gotter (um 1732)

Von der Witwe Schultz’ erwarb 1733 der Reichsgraf und preußische Gesandte am Wiener Hof Gustav Adolf von Gotter das Schloss. In den Jahren 1734 bis 1740 ließ er es durch den Baumeister Gottfried Heinrich Krohne im Barock-Stil zu einem eindrucksvollen Schloss umgestalten. Mit der künstlerischen Ausgestaltung wurden die Maler Johann Kupetzky und Antoine Pesne sowie der Stuckateur Giovanni Battista Pedrozzi beauftragt. Gleichzeitig entstand nach französischem Vorbild eine großzügige Gartenanlage im gleichen Stil, geschmückt von einer großen Zahl zeitgenössischer Skulpturen. Aus der Rückansicht der Wasserburg wurde die repräsentative Gartenfassade des Barockschlosses. West- und Ostflügel wurden auf den zugeschütteten Wassergräben errichtet. Zwischen den einander angeglichenen Turmstümpfen an der Nordseite entstand ein ansehnliches Portal. Unter Krohnes Leitung erfuhren nicht nur die Gartenfassade ihre Pracht, sondern auch die repräsentativen Räume im Südflügel. Die aufwändige Anlage überstieg die finanziellen Mittel des Bauherrn. Für seinen verschwenderischen Lebensstil und den Umbau von Molsdorf hatte er in kurzer Zeit drei Millionen Taler ausgegeben. Trotz Unterstützung durch den preußischen König Friedrich der Große und zwei Lotteriegewinne von mehreren Millionen konnte er Molsdorf nicht halten. Schon 1748 musste er das Schloss verkaufen. Er kehrte als Oberhofmarschall an den preußischen Hof zurück, wo er von Friedrich II. zum Reichsgrafen ernannt und nach Wien entsandt wurde.

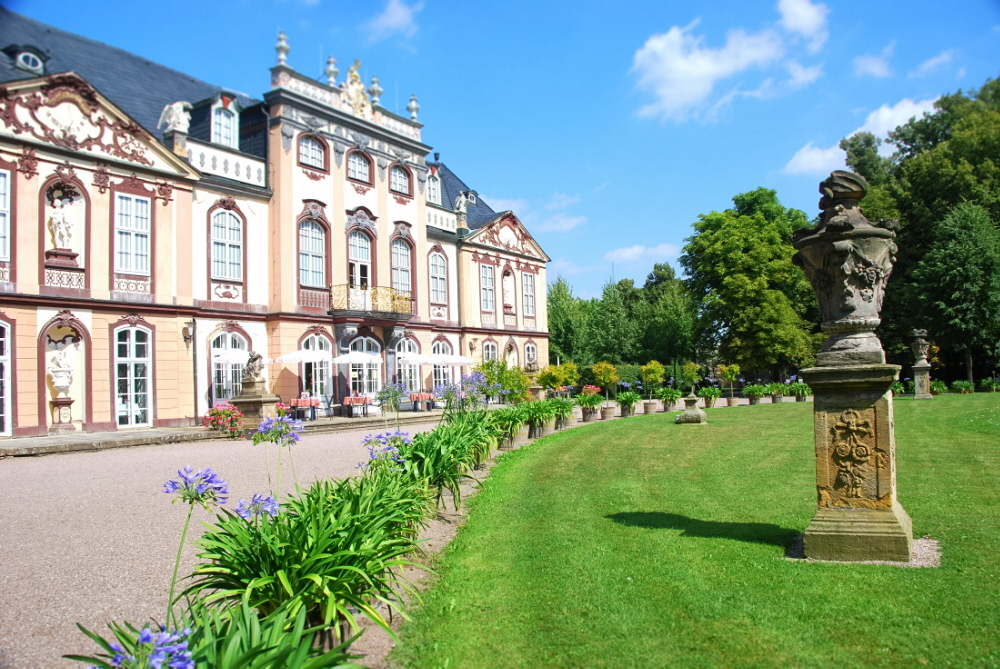
Parkseite

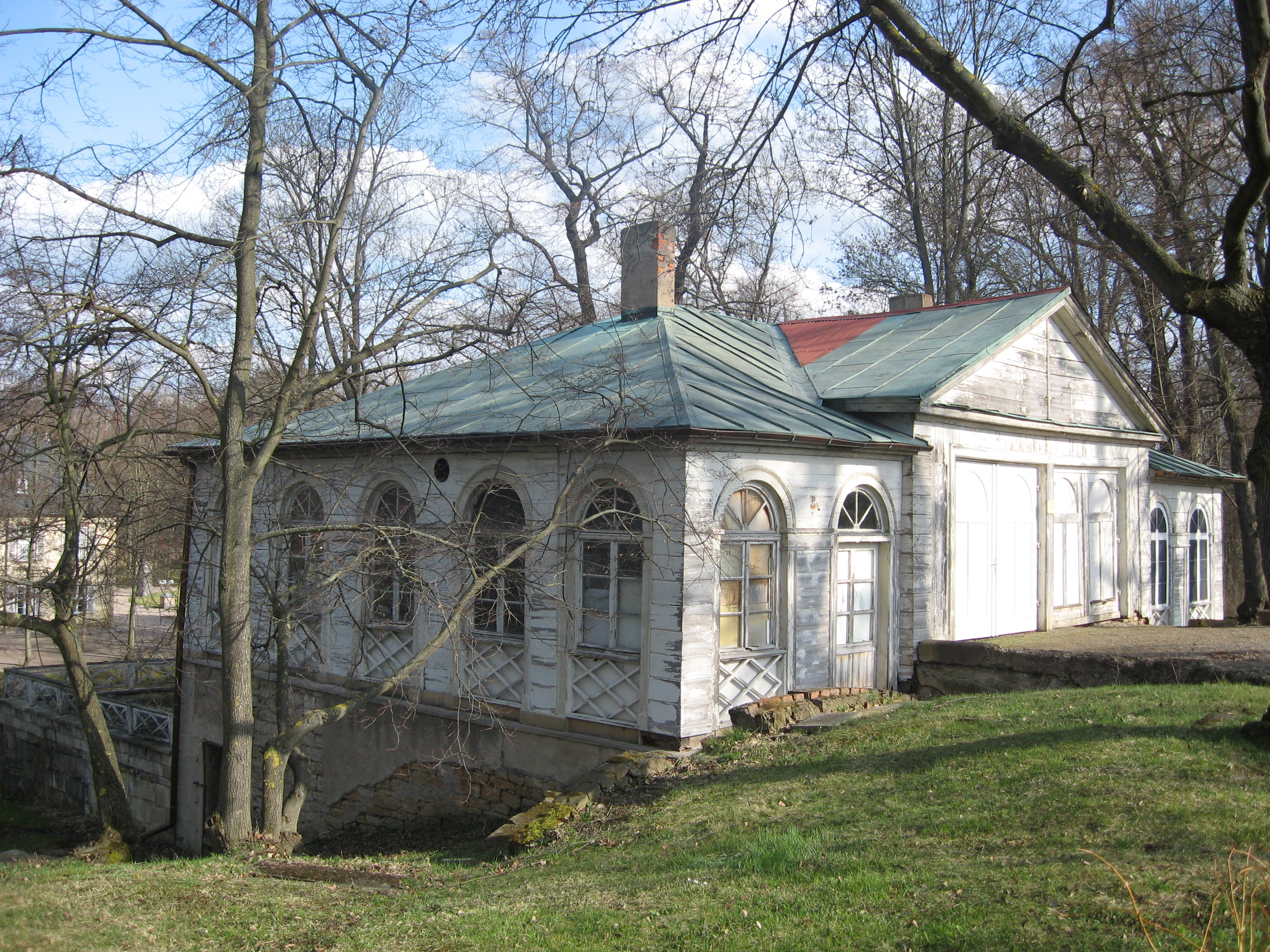
Veranstaltungsgebäude im Park

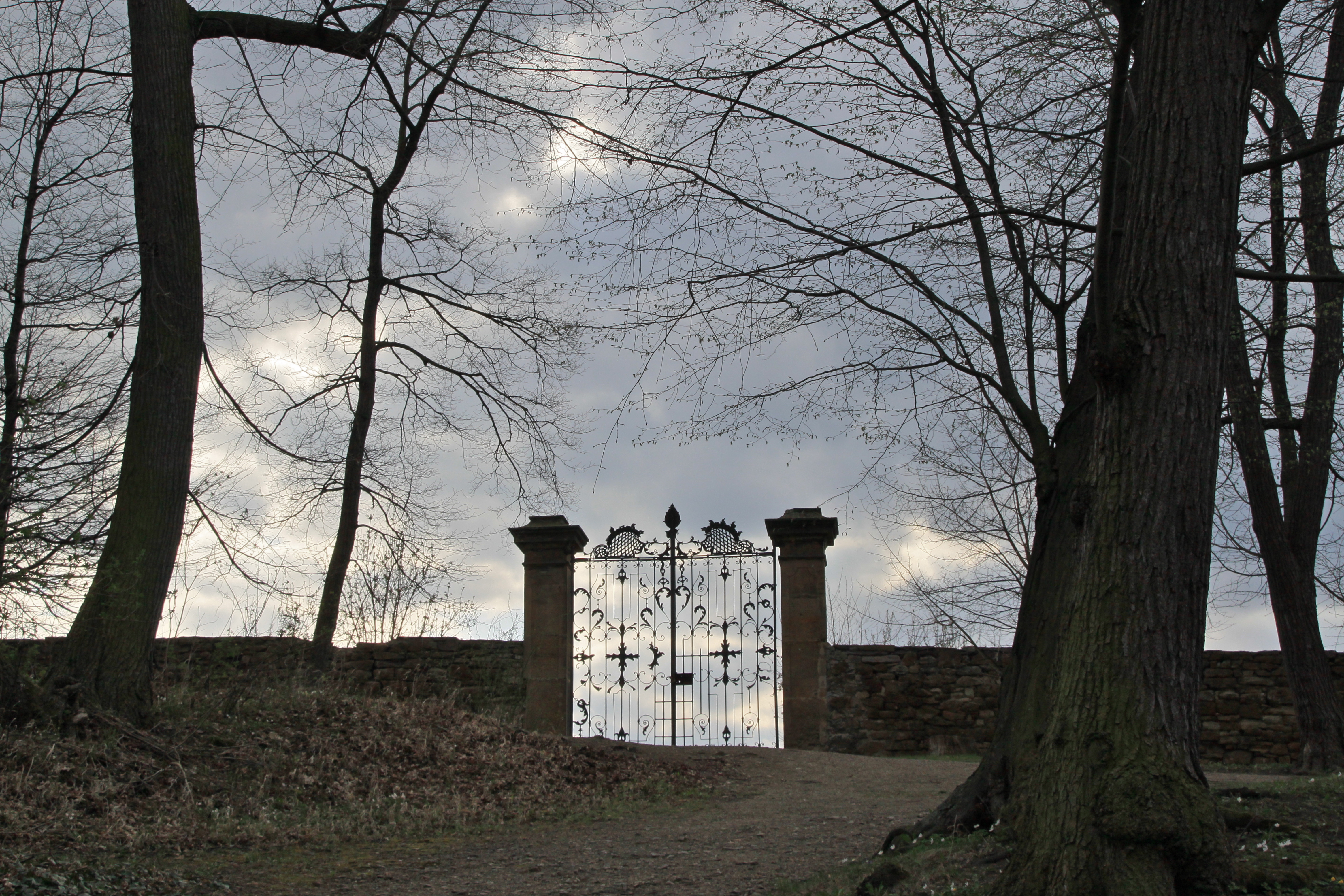
Gartenpforte des Schlosses

### Weitere Nutzungen im 18. und 19. Jahrhundert
Nachfolger Gotters als Schlossbesitzer war 1748 der württembergische Staatsminister, Heinrich Reinhard Freiherr Röder von Schwende, der es wiederum für ungefähr 80.000 Taler an Herzog Friedrich III. verkaufte. Auch diese Besitzer waren finanziell überfordert. Der barocke Garten wurde um 1820 auf Veranlassung des Herzogs von Sachsen-Gotha zu einem offenen Landschaftspark umgestaltet; die rund 150 Skulpturen, die ihm ein „fürstliches Ansehen“ verliehen haben sollen, verschwanden, nur wenige sind erhalten geblieben. Reste des barocken Gartens findet man noch am Westrand des Parks. An der Ostseite des Schlosses wurde ein kleiner Barockgarten angelegt, in dem als Lapidarium einige beschädigte Skulpturen aufgestellt sind. Im Schloss ließ Maria Gräfin Neidhardt von Gneisenau zwischen 1910 und 1922 Umbauten im Jugendstil durchführen. 

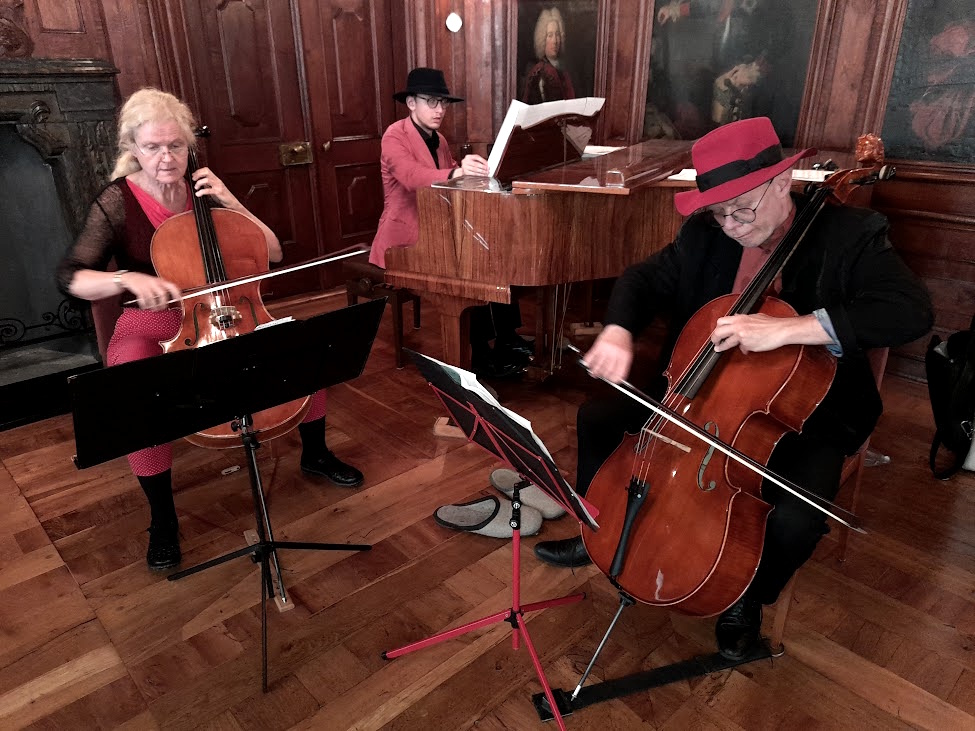
Kammerkonzert mit Claudia Schwarze, Eugen Mantu und Stefano Cascioli im Festsaal

### Übernahme durch Preußen und Kommunalisierung zu DDR-Zeiten
1939 kaufte der preußische Staat Schloss und Gelände. Unweit der Südgrenze des Parks wurde die Reichsautobahn erbaut.
Nach dem Zweiten Weltkrieg wurde die Stadt Erfurt Rechtsnachfolger und Besitzer. Die Schlossanlage wurde im Sommer 1945 zum provisorischen Quartier für eine polnische Hilfsorganisation, die polnische Flüchtlinge und heimkehrende Zwangsarbeiter betreute. Es folgten deutsche Heimatvertriebene und Flüchtlinge. Das Schloss entging 1948 nur knapp dem durch die Sowjetische Militäradministration in Deutschland (SMAD) geforderten Abriss. Das Gebäude diente dann bis 1954 als Kinderheim. Das zum Schlossgelände gehörende Gut wurde an die neu gegründete LPG in Molsdorf übergeben.
Erste Restaurierungsarbeiten fanden in den 1950er Jahren statt. Der Wiederaufbau erfolgte seit den späten 1950er Jahren. Die verloren gegangene Inneneinrichtung wurde mit Zustimmung der staatlichen Denkmalpflege durch Inventarstücke aus enteigneten Gutshäusern und Landschlössern der Umgebung (z. B. Schloss Friedrichswerth) komplettiert. 1966 wurde der renovierte große Festsaal der Öffentlichkeit zugänglich gemacht. Später erfolgten umfassende Umbauten und Modernisierungen im ganzen Schloss (Zentralheizung, Sanitärtechnik, Elektrik, Brandschutz), ein Schlosscafé mit Küchentrakt entstand.
Nach der Sanierung fanden im Schloss unter der Leitung von Karl Schäfer zahlreiche Kammerkonzerte statt. Das Schloss wurde ferner als Veranstaltungsort von Kunst- und Antiquitätenversteigerungen des staatlichen Kunsthandels der DDR genutzt.

### Nutzungen nach der Wende
Ab 1990 wurde das Schloss umfassend saniert und dann zur Besichtigung freigegeben.
Eine Führung durch das Gebäude beginnt im Buffetzimmer, in dem die festlichen Gelage angerichtet wurden. Der einstige Bankettsaal wird durch eine zweiflügelige Tür betreten. 33 Bilder regierender Könige, Fürsten, Diplomaten und Feldherren des 18. Jahrhunderts schmücken die bis zur Decke reichenden Eichenvertäfelung der Wände. Peter Weingart schuf 1738 das Deckengemälde, das eine besondere technische Raffinesse darstellt: Es soll sich um eine herunter zu lassende Tischplatte handeln, mit der Gotter seine Gäste immer wieder in Erstaunen versetzte. Dieser Festsaal gilt als einzigartig in Thüringen. Im darauf folgenden Silber- oder Damensaal trugen die Wände einstmals 35 Bildnisse von Gotter verehrter Damen, die „gekrönten Häupter seines Herzens“. Eine Beleuchtung erhält der Marmorsaal durch den Lichteinfall der großen Fenster und der Balkontür, der sich in den Spiegeln und Bildnissen brach. Von den vielen Bildern dieser Zeit sind heute nur noch wenige vorhanden. Das einst mit lasziven Darstellungen dekorierte Schlafzimmer Gotters zeigt heute auch nicht mehr seinen Reiz und Reichtum. Erwähnenswert sind die Gemälde Gotter und seine Nichte Friederike von Wangenheim in Pilgertracht von 1750 des Künstlers Antoine Pesne sowie Die Zigeunerin von Johann Kupetzky. Von den beiden Künstlern stammen auch die Gemälde im Marmorsaal Aurora mit dem Sonnenwagen (Deckengemälde von Pesne) und Gotter im Jagdgewand (Kupetzky). Der Rote Salon bildet den Abschluss der Gartenfassade; seinen Namen hat er von der roten Tapete, die aus dem 19. Jahrhundert und aus dem Schloss in Seebach stammt. Beachtenswert ist das Deckengemälde eines unbekannten Meisters, das Gotters Lebensphilosophie versinnbildlicht: Triumph der Freien Künste über Hölle und Klerus.
Zusätzlich präsentiert Schloss Molsdorf eine Erotica-Sammlung aus dem 20. Jahrhundert und beherbergt eine Gemäldesammlung des Malers Otto Knöpfer.
Die von Karl Schäfer begründete Reihe der Molsdorfer Schlosskonzerte wurde nach Schäfers Tod durch den 2009 gegründeten Kammermusikvereins Erfurt fortgesesetzt und war Ausgangspunkt für die 2022 begründeten Thüringer Schlosskonzerte.